# Kalamnuri
Kalamnuri is een nagar panchayat (plaats) in het district Hingoli van de Indiase staat Maharashtra. 

## Demografie
Volgens de Indiase volkstelling van 2001 wonen er 20.627 mensen in Kalamnuri, waarvan 52% mannelijk en 48% vrouwelijk is. De plaats heeft een alfabetiseringsgraad van 66%. 